# Hineno Hironari
Hineno Hironari (日根野 弘就, , 1518 - 17 de junho de 1602), foi um samurai que viveu no Período Sengoku da História do Japão, e era vassalo do Clã Oda. Participou da Batalha de Okehazama lutando sob o comando de  Oda Nobunaga na sua Marcha a Kyoto . Serviu Saitō Tatsuoki , e mais tarde tornou-se monge após derrota de Saitō no Cerco do Castelo Inabayama, em 1567.

Era conhecido por gostar de desenvolver armaduras uma de suas mais populares invenções foi um Kabuto (capacete japonês) conhecido como  hineno zu nari-bachi em meados do Século XVI .